# Traité des Dardanelles
Le traité des Dardanelles est signé le 5 janvier 1809 à Çanakkale, dans l'Empire ottoman. Ce traité met fin à la guerre anglo-turque (1807–1809).